# NGC 1822
NGC 1822 ist die Bezeichnung eines offenen Sternhaufens im Sternbild Dorado. Das Objekt wurde am 20. Dezember 1835 von John Herschel entdeckt.